# Де Кейзер, Ари
Ари Лендерт де Кейзер (нидерл. Arie Leendert de Keyzer, 1 июня 1943, Бреда, Нидерланды) — нидерландский хоккеист (хоккей на траве), нападающий.

## Биография
Ари де Кейзер родился 1 июня 1943 года в нидерландском городе Бреда.
Играл в хоккей на траве за «Бредасе».
Выступал за сборную Нидерландов с 1960 года.
В 1964 году вошёл в состав сборной Нидерландов по хоккею на траве на Олимпийских играх в Токио, поделившей 7-8-е места. Играл на позиции нападающего, провёл 5 матчей, мячей не забивал.
В 1968 году вошёл в состав сборной Нидерландов по хоккею на траве на Олимпийских играх в Мехико, занявшей 5-е место. Играл на позиции нападающего, провёл 8 матчей, забил 3 мяча в ворота сборной Аргентины.
Работал в сфере страхования, руководил несколькими компаниями.